# (10758) Aldoushuxley
(10758) Aldoushuxley est un astéroïde de la ceinture principale.

## Description
(10758) Aldoushuxley est un astéroïde de la ceinture principale. Il fut découvert le 22 septembre 1990 à La Silla par Eric Walter Elst. Il présente une orbite caractérisée par un demi-grand axe de 2,23 UA, une excentricité de 0,10 et une inclinaison de 6,1° par rapport à l'écliptique.

## Compléments